# Vịnh Dung Quất
Vịnh Dung Quất hay Vũng Dung Quất là một vịnh ven bờ biển ở miền Trung Việt Nam, được giới hạn bởi mũi Kỳ Hà (tỉnh Quảng Nam) và mũi Co Co (tỉnh Quảng Ngãi).

## Địa lý
Vùng nước của vịnh có chiều dài trung bình 12 km, nơi dài nhất 13 km; chiều rộng trung bình của vịnh là 4 km, nơi rộng nhất là 5 km. Vịnh có diện tích mặt nước khoảng 48 km² và có độ sâu tương đối lớn, từ 6–20 m. Ngoài ra, mũi Co Co và dãy núi Nam Châm nằm ở phía đông che chắn gió cho vịnh, tạo thành một vùng nước kín gió.

## Lịch sử
Đầu năm 1992, hai nhà khoa học về hải dương học là ông Trương Đình Hiển và ông Bùi Quốc Nghĩa đã khảo sát các vùng biển miền Trung và đề xuất chọn vịnh Dung Quất là một trong ba địa điểm xây dựng cảng biển nước sâu, cùng với Chân Mây (Thừa Thiên Huế) và Nhơn Hội (Bình Định). Đề xuất sau đó được trình bày với chính quyền tỉnh Quảng Ngãi và Chính phủ. Ngày 19 tháng 9 năm 1994, Thủ tướng Võ Văn Kiệt đã đến thị sát khu vực Dung Quất và cùng năm, Chính phủ đã phê duyệt địa điểm này là nơi xây dựng khu công nghiệp lọc – hóa dầu đầu tiên của Việt Nam.